# Mauregny-en-Haye
Mauregny-en-Haye é uma comuna francesa na região administrativa de Altos da França, no departamento de Aisne. Estende-se por uma área de 10,46 km². Em 2010 a comuna tinha 422 habitantes (densidade: 40,3 hab./km²).